# Molpadia agassizii
Molpadia agassizii is een zeekomkommer uit de familie Molpadiidae.
De wetenschappelijke naam van de soort werd in 1886 gepubliceerd door Johan Hjalmar Théel.